# Silvano Luis Ferreira
Silvano Luis Ferreira foi um empresário português do Século XIX.

## Biografia
Em 1848, foi um dos quatro sócios que procuraram construir o primeiro caminho de ferro em Angola, em conjunto com Eduardo G. Possolo, Arsénio Pompílio Pompeu de Carpo e um estrangeiro, de apelido Schultz. O seu objectivo era construir uma via férrea entre Luanda e Calumbo, ao longo do Rio Cuanza, mas este projecto não chegou a avançar.